# ブローネ (花王)
ブローネ(Blaune)は、花王のヘアケア商品のひとつ。白髪用のカラーリングと女性向けの薬用育毛剤のブランドである。1970年代後半から1980年代前半にかけては、「ブローネヘアガードシステム」としてシャンプーやリンスが発売されていた（テレビCMには夏樹陽子・多岐川裕美が出演していた）。

## 商品ラインナップ

### ヘアカラー
1回使いきりタイプの「泡カラー」以外の製品はは小分けが可能で、残った場合は次回使用時に取っておくことも可能である。
泡カラー【医薬部外品】
2008年10月発売。泡タイプの白髪用ヘアカラー（全体染め向け・1回使いきりタイプ）。リペアトリートメント付属。2009年10月に4P（ピュアブラウン）を、2012年9月のリニューアル時に5P（ダークピュアブラウン）を順次追加（リニューアルに伴う入れ替えで3NA（ナチュラルアッシュ）は2012年9月末製造終了）。2014年9月のリニューアルでは「パワフル密着泡」を採用。カラーバリエーションは0ST（スイートブラウン）、0（シャイニーブラウン）、1（スタイリッシュブラウン）、2P（より明るいピュアブラウン）、3P（明るいピュアブラウン）、5RA（ロイヤルブラウン）、7（黒みのダークブラウン）の7色を追加し、「カラーセレクション」から0SP（スパークリングブラウン）、1PK（ピンキッシュブラウン）、1CL（クリアブラウン）、1AH（アッシュベージュ）の4色を移行したことで22色に拡大した。
2016年9月に1CL（クリアブラウン）と4M（マロンブラウン）の製造を終了し、翌月に入れ替わりで新色の1N（ナチュラリーベージュ）と4N（ナチュラリーブラウン）を追加発売した。
2017年4月（店舗により同年3月最終週）のリニューアル時に「カラーセレクション」からの移行色と新色で構成される明るさ0〜1番と明るさ2〜7番で分かれていたパッケージデザインが統一され、正面上部に注意書きが新たに記された。
2018年春にブラウン系ナチュラリー4色（1N/2N/3N/4N）のパッケージデザインが変更され、白髪が少なめの方向けの「Natural」シリーズへ移行するとともに、同年3月には「Natural」シリーズに新色の2NR（ナチュラリーロゼ）と2NA（ナチュラリーアッシュ）が発売され、全24色となった。
2019年10月に付属のヘアトリートメントが「アフターケアトリートメント」から「リペアトリートメント」に変わり、パッケージデザインを変更するリニューアルが行われるとともに、「Natural」シリーズは同年9月で製造を終了した2NR（ナチュラリーロゼ）に替わり、3NW（ナチュラリーウォームブラウン）が追加された。
2020年9月に2P（より明るいピュアブラウン）、3P（明るいピュアブラウン）、5P（ダークピュアブラウン）、3C（キャラメルブラウン）の4色の製造を終了し、同年10月（店舗により同年9月最終週）に「Natural」シリーズに1NM（ナチュラリーマットアッシュ）、「泡カラー」初のレッド系カラーとなる3B（ボルドーブラウン）の2色を追加して全22色となった。
2023年2月のリニューアル時に組成改良が行われるとともに、「Natural」シリーズは透明感シリーズに改め、色名を変更（1N:ナチュラリーベージュ→サンドベージュ、1NS:ナチュラリーシアーアッシュ→シアーアッシュ、2N:より明るいナチュラリーブラウン→モカブラウン）一部の色は色名に加えて色番も変更された（1NL:ナチュラリーラベンダーアッシュ→1L:ラベンダーアッシュ、1NM:ナチュラリーマットアッシュ→1M:マットアッシュ、2NA:ナチュラリーアッシュ→2G:ラテグレージュ）。その翌月には透明感シリーズに0N（シルキーベージュ）と1P（モーブピンク）を追加。入れ替えで4P（ピュアブラウン）と「Natural」シリーズの3N（明るいナチュラリーブラウン）がリニューアルを受けずに同月末で製造終了となった為、ベーシックカラー14色、透明感シリーズ8色となった。
ルミエストヘアカラー【医薬部外品】
2020年10月（店舗により同年9月最終週）発売。クリームタイプの白髪用ヘアカラー。リペアトリートメント付属。カラーバリエーションは0番から2番までの明るめとし、発売当初はピンク系・ブラウン系（ウォーム・ナチュラル）・アッシュ系（マット・クール）を幅広く揃えた全10色としていたが、2023年4月（一部店舗は同年3月最終週）に1LI（スイートライラック）と2BE（ハニーベージュ）が追加発売され、全12色となった。
ワンプッシュカラー【医薬部外品】
2016年4月（店舗により同年3月最終週）発売。混ぜずに使用可能なワンプッシュ式とし、ブラシも「やわらかブラシ」と「ミニブラシ」を備えた3種一体型のブラシを採用したクリームタイプの白髪用ヘアカラー（部分染め向け）。
カラーは発売当初5色をラインナップしていたが、2017年4月（店舗により同年3月最終週）に3N（明るいナチュラリーブラウン）、4A（アッシュブラウン）、4N（ナチュラリーブラウン）、4P（ピュアブラウン）、5P（ダークピュアブラウン）の5色を追加すると共に、発売当初からあるブラウン系5色はパッケージデザインをリニューアルし、「泡カラー」同様に正面上部に注意書きが新たに記された。2018年3月に3NB（ナチュラリーシフォンベージュ）を追加し、全11色となった。
香りと艶カラー【医薬部外品】
2013年9月発売。従来発売されていた「艶カラー」の後継商品となる濃厚クリームタイプの白髪用ヘアカラー（部分染め向け）。早染めタイプ。当初は全9色だったが、2014年9月に5RA（ロイヤルブラウン）と7（黒みのダークブラウン）の2色を追加し、全11色となった。2017年9月にリニューアルが行われ、正面上部に注意書きが新たに記された。
クリームヘアカラー【医薬部外品】
従来発売されていた「ブローネ早染めクリーム」の後継製品となる早染めクリームタイプの白髪用ヘアカラー。全6色のカラーバリエーション。2014年にうるおい成分ロイヤルゼリーエキスを配合し、リニューアル（春から夏にかけて順次自然切替）。2016年冬にパッケージデザインが変更され、正面上部に注意書きが記載された（自然切替）。

### ヘアマニキュア
美髪ヘアマニキュア
白髪用ヘアマニキュア。色持ち効果は約3週間持続するため、次のヘアカラーまでの合間、全体染めに使用する方法もある。肌についたヘアマニキュアを落とす為に、リムーバーが付属されている。6色のカラーバリエーション。残りは取り置きも可能で、つけかえ用も設定されている。
2019年4月にパッケージデザインを変更するとともに、クシ部の色を灰色から白に変更。イヤーキャップを新たに同梱するリニューアルを行い、「ヘアマニキュア」から改名された（なお、中身の変更はないため、つけかえ用は従来の「ヘアマニキュア」のクシ部にも使用可能である）。
メンズブローネヘアマニキュア
男性向けの白髪用ヘアマニキュア。仕様は女性用の「ブローネ ヘアマニキュア」と同等で、つけかえ用も設定されている。カラーは「メンズブラック（自然な黒色）」のみ。

### 白髪ケア
リライズ 白髪用髪色サーバー
2018年5月に「リライズ 白髪用髪色サーバー」として発売。着色成分（ジヒドロキシインドール）を配合したエアゾールタイプの染毛料。本体にあたる「サーバーヘッド付き」と1.2倍量の190g入りの「つけかえ用」がある。カラーは「リ・ブラック」で「まとまり仕上げ」と「ふんわり仕上げ」の2種類が設定されている。2021年10月（一部店舗では同年9月最終週）に「リ・ブラック」のつけかえ用がパッケージデザインを変更してリニューアルされ、本体も自然切替の形でパッケージデザインが変更され、外装はプラスチックを省いた紙製となった。なお、「グレーアレンジ」はパッケージデザインの変更を受けずに2021年9月をもって製造を終了した。
2022年10月（一部店舗は同年9月最終週）に再度パッケージデザインを変更してリニューアルするとともに、「ブローネ」と統合して「ブローネ リライズ」へ改名し、「ブローネ」のサブブランド（シリーズ品）の扱いとなった。

### ヘアカラーリングの合間に染めるタイプ
根元カラー
2009年10月発売。主に生え際や分け目に使用する根元用の白髪用ヘアマニキュア。「ヘアマニキュア」同様に、リムーバーが同梱されており、残りの取り置きも可能である。カラーは3色ある。
ヘアマスカラ
2017年9月発売。従来発売されていた「ポイントカバー」後継となるマスカラタイプの白髪用毛髪一時染毛料。カラーは4色ある。

### 育毛剤
薬用育毛ローション【医薬部外品】
ローションタイプ。無香料と微香性の2種類。男性向けの「サクセス薬用育毛トニック」と同等。
薬用育毛エッセンス【医薬部外品】
微香性のエッセンスタイプ。男性向けの「サクセス薬用毛髪活性」と同等。

### 販売終了品
- 液状ヘアカラー【医薬部外品】 - 従来発売されていた「ブローネ早染め液状」の後継製品となる早染め液状タイプの白髪用ヘアカラー（1回使いきりタイプ）。全6色のカラーバリエーション。「花王ヘアカラー」ブランドから続く、シリーズ中最も歴史ある製品であった（「ブローネ早染め液状」に改称された初期は、小さく「花王ヘアカラー」とも併記されていた）。2020年9月製造終了。
- ヘアフォーム
- ボリュームアップフォーム - クシの先から泡が出るヘアフォーム。後に、この容器はヘアマニキュアに応用された。
- 早染めフレッシュカラー【医薬部外品】 - 1997年9月発売。明るくきれいな色合いに仕上げるクリームタイプの白髪用ヘアカラー。ブライトイエロー・ブライトオレンジの2色。
- スーパーカラー - 1999年発売。酸性カラー。
- 薫りヘアカラー クリームタイプ【医薬部外品】 - 2000年発売。ハーブの薫りのへアカラー。「シャイニングヘアカラー ナチュラル クリーム」へのリニューアルに伴い、2005年9月製造終了。
- 薫りヘアカラー ジェルタイプ【医薬部外品】 -  2002年発売（発売当初は「薫りヘアカラー ジェルでムラなく」、2004年9月のリニューアルで名称変更）。ハーブの薫りのへアカラー。「シャイニングヘアカラー ナチュラル ジェル」へのリニューアルに伴い、2005年9月製造終了。黒髪用カラーも存在した（2004年9月のリニューアル前）。
- 薫りヘアカラー クシでらくらく【医薬部外品】 - 2001年発売。クシ付きの「かんたんコームボトル」を採用した白髪用液状ヘアカラー。「シャイニングヘアカラー スタイリッシュ」発売に伴い、2005年3月製造終了。
- シャイニングヘアカラー ナチュラル クリーム【医薬部外品】 - 2005年9月発売。薫りヘアカラー クリームタイプの後継品。
- シャイニングヘアカラー ナチュラル ジェル【医薬部外品】  - 2005年9月発売。薫りヘアカラー ジェルタイプの後継品。
- 艶カラー クリーム【医薬部外品】 - 2008年3月発売。シャイニングヘアカラー ナチュラル クリームの後継品。「艶カラー」のクリームタイプ。「香りと艶カラー」へのリニューアルに伴い、2013年9月製造終了。
- 艶カラー ジェル【医薬部外品】 - 2008年3月発売。シャイニングヘアカラー ナチュラル ジェルの後継品。「艶カラー」のジェルタイプ。「香りと艶カラー」へのリニューアルに伴い、2013年9月製造終了。
- シャイニングヘアカラー コームジェル【医薬部外品】 - 2005年3月発売（発売当初は「シャイニングヘアカラー スタイリッシュ」）。「シャイニングヘアカラー」のコーム付1回使いきりジェルタイプ。2016年3月製造終了。
- シャイニングヘアカラー クリーム【医薬部外品】 - 2006年発売（発売当初は「シャイニングヘアカラー スタイリッシュ クリーム」）。クリームタイプの白髪用ヘアカラー（部分染め向け）。1～3番の明るめの色で構成された全7色。2020年9月製造終了。
- 泡カラー カラーセレクション【医薬部外品】 - 2010年9月発売。「泡カラー」のうち、明るめの色をラインナップしたシリーズ。「泡カラー」のリニューアルに伴い、一部のカラーは「泡カラー」に移行したが、残りの6色は2014年9月に製造を終了した。
- エッセンスプラスカラー【医薬部外品】 - 2011年9月発売。ヘアカラーの1剤・2剤にコラーゲン・バラエキス・ヒアルロン酸配合の美髪ケアエッセンス（3剤）の3種を混ぜて使用するクリームタイプの白髪用ヘアカラー。2012年3月にシックブラウン系の新色2色（3GC・4GC）を追加し、全10色のカラーバリエーションとなった。2015年3月製造終了。
- らく塗り艶カラー【医薬部外品】 - 2015年3月発売。持ち手を扇形の形状とし、ブラシ部を大型化した「らく塗りブラシ」を採用したミルキークリームタイプの白髪用ヘアカラー（全体染め向け）。全9色。2017年秋にパッケージデザインが変更され、正面上部に注意書きが記載された（自然切替）。2021年9月末製造終了。
- 薫りヘアカラー 男の毛染め【医薬部外品】
- ヘアマニキュア おしゃれ白髪用 - 1996年秋発売。白髪におしゃれな色合いをあたえるヘアマニキュア。「ヘアマニキュア」のリニューアルに伴い、アッシュブラウン・ティーブラウンは「ヘアマニキュア」に移行したが、オレンジブラウン・イエローブラウンは2004年9月に製造を終了した。
- ニュアンスアップグロス - 2005年3月発売。透明ヘアマニキュア。
- グロスアップスプレー - 2005年9月発売。
- アクアシャイニーエッセンス - 2005年9月発売。
- ポイントカバー - 2006年9月発売。マスカラタイプの白髪用毛髪一時着色料。4色のカラーバリエーション。「ヘアマスカラ」の発売に伴い、2017年9月製造終了。
- シャンプー
- コンディショナー
- カラーinリンス50

## CMキャラクター
ブローネ早染め（現・ブローネクリームヘアカラー・ブローネ液状ヘアカラー）
- 市原悦子

シャイニングヘアカラースタイリッシュ～シャイニングヘアカラー
- 稲森いずみ
- 森高千里（2008年春 - 2010年）

薫りヘアカラー〜シャイニングヘアカラー ナチュラル〜艶カラー〜香りと艶カラー
- 賀来千香子（2006年9月まで）
- 高島礼子（2006年9月 - ）

泡カラー
- 水島かおり（2008年10月 - 2009年9月）
- 筒井真理子（2008年10月 - 2009年9月）
- 飯島直子（2009年10月 - ）
- 高島礼子（2010年10月 - 2014年8月）
- 牧瀬里穂（2014年9月 - ）
- 竹下玲奈（2019年10月 - ）
- 藤本美貴（2023年6月 - ）

エッセンスプラスカラー
- 高島礼子（2011年9月 - ）

ブローネヘアマニキュアフォーム（現・ブローネヘアマニキュア）
- 竹下景子

ワンプッシュカラー
- 室井佑月・椿鬼奴・ミッツ・マングローブ（2017年4月 - ）

## CMソング
Donna Burke 「One Day Soon」
- 「One Day Soon」はCMオリジナルでCD化はされていない。

森高千里「ララ サンシャイン」
- もともと1996年のヒット曲だが、CM起用にあたり、2008年4月にマキシシングルとして再発売された。

THE BLUE HEARTS「夢」
- 歌唱は女性歌手によるもの。2019年10月より起用。

## キャッチコピー
- 稲森いずみ　編
  - どんなときでも人生の主人公であることを楽しみたいと思う
輝くために私は生まれた
私というたった一つの輝き ブローネ
- 高島礼子　編
  - 女はつやがなくちゃ。
- 室井佑月・椿鬼奴・ミッツ・マングローブ 篇
  - 私も できちゃう♪ ブローネ
- 竹下玲奈 編
  - きれいな髪色でヘア充